# Spike (cómic)
Spike —o Pincho en España— es el nombre de varios personajes de ficción en las franquicias de la editorial Marvel Comics. No deben confundirse con Spyke de X-Men: Evolution, ni con Spike Freeman, otro personaje de los grupos X-Statix y Fuerza-X.
Spike / Darian Elliott es un personaje de la serie X-Statix de Marvel Comics.
Spike / Gary Walsh es un personaje de New X-Men, que apareció por primera vez en el número #126 de ese título. Fue estudiante en el Instituto Xavier antes del Día-M.
Un personaje similar apareció en la película X-Men: The Last Stand, interpretado por Lance Gibson.

## Spike de X-Statix

### Historia de publicación
Spike / Darian Elliott apareció por primera vez en X-Force #121, y fue creado por Peter Milligan y Mike Allred. Es un mutante que podía generar puntas afiladas de su cuerpo, que disparaba hacia afuera con una precisión mortal.

### Biografía ficticia del personaje
Después de ver secuencias de vídeo del héroe independiente Spike en acción, el grupo de superhéroes mutantes X-Statix, con sede en Santa Mónica, California, está de acuerdo en que se unirá al equipo. Casi desde el principio, su naturaleza antagónica crea luchas y tensiones entre él y los miembros del equipo Vivisector, Phat, el Anarchist, U-Go Girl y Lacuna.
Durante una batalla con el grupo terrorista mutante La Hermandad, Spike ayuda al Orphan a matar a una de los miembros de La Hermandad empalándola mientras caía de espaldas por un puñetazo del Orphan. En otra batalla, en Centroamérica, Spike y el Anarchist compitieron para matar a tantos milicianos como fuera posible. Algún tiempo después, luego de ver a Vivisector y Phat tomados de la mano, la reacción homofóbica de Spike causa otra grieta con el equipo. Spike es asesinado al final por un impostor.

## Spike de New X-Men

### Historia de publicación
Spike / Gary Walsh apareció por primera vez en New X-Men vol. 1 #126 (pero no recibió un nombre de pila hasta ocho números después), fue creado por Grant Morrison y Frank Quitely. Fue catalogado como desactivado durante el evento del Día-M.

### Biografía ficticia del personaje
Spike es un joven mutante inscrito en el Instituto Xavier de Enseñanza Superior. Spike tiene la capacidad de extender protrusiones afiladas y puntiagudas de su cuerpo.

## Otros personajes de cómics llamados Spike
- Una miembro de The People era conocida como Spike. La joven tenía seis brazos pero aparentemente pereció en la destrucción de su mansión. Ella apareció por primera vez (y murió) en Sub-Mariner Vol. 1, #42.

- Spike es también el nombre de un mutante Deviant, quien junto con Coal y String, fue enviado por Ghaur para recuperar el Proteus Horn que podría convocar monstruos submarinos. Fue confundido con Sunspot por Namorita. Apareció por primera vez en New Mutants Annual #5.

- Un miembro de Hellbent también fue llamado Spike. Podía disparar espigas que causaban delirios. Apareció por primera vez en Moon Knight Vol. 3, #58.

- Un agente de Rainman es conocido como Spike también. Fue forzado por White Tiger a dar información sobre el Rainman y apareció por primera vez en Crew #2.

## En otros medios

### Películas
En la película X-Men: The Last Stand, un personaje nombrado "Spike" interpretado por Lance Gibson apareció en una batalla contra Wolverine en medio de un bosque, tenía la capacidad de desprender espigas óseas de su carne y lanzarlas con mucha velocidad y fuerza. La batalla culmina cuando Wolverine le clava las garras.